# Protonij
Protonij imenujemo vezano stanje protona in njegovega antidelca antiprotona. Protonij ima barionsko število enako nič. Spada med eksotične atome. Njegova življenjska doba je med 100 ns in 10 μs. Ker ga sestavljata dva bariona, med njima deluje močna jedrska sila, ki prevladuje nad elektromagnetno silo.
Protonije lahko pridelamo s trki osnovnih delcev, ki imajo veliko energijo. 